# Four à bois (alimentaire)
Le four à bois, aussi appelé four à pain, est un four consacré à la cuisson des aliments (comme le pain, les pizzas, les viandes, les plats mijotés ou encore les gâteaux) grâce au feu de bois.
Élément caractéristique du patrimoine rural, ce four est situé dans presque tous les villages anciens d'Europe, notamment en France où il a une fonction collective. Cet édifice se situe également dans diverses autres régions du monde comme en Afrique (le tinzia et le tabun), en Amérique du Nord, en Asie (le tandoor indien) ou au Proche-Orient (le tannour).

## Historique
Le four apparait en Mésopotamie il y a environ 5 000 ans. Il était constitué d’une cloche en terre ou en torchis permettant à la pâte enfournée de cuire dessus et dessous. Le bois étant le seul combustible de l’époque, cette invention s’appelle alors le four à bois.
Les Grecs ont amélioré le four égyptien en l’inclinant de sorte que l’ouverture soit à l’avant, puis en ajoutant une sole pour faire le feu et cuire les aliments.
Les Romains ont diffusé cette invention dans l’ensemble de la Rome antique, notamment en Gaule. Ils ont modifié sa conception en y ajoutant la brique de terre cuite.

## Four à pain traditionnel en France

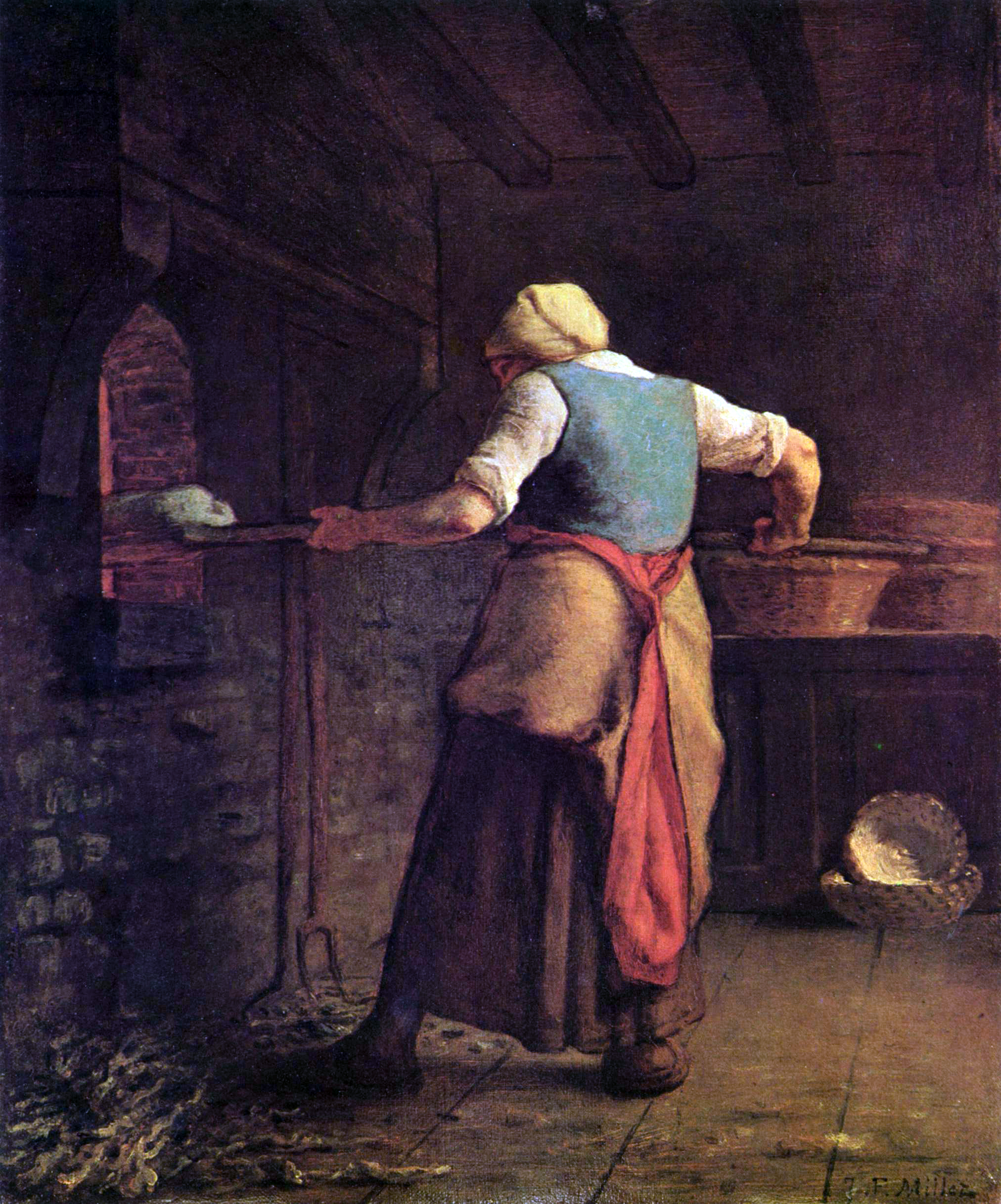
Paysanne enfournant son pain
Jean-François Millet, 1854
Otterlo, musée Kröller-Müller.

### Historique
À l'époque féodale, selon les régions, le four à pain est parfois un privilège de seigneur (comte, archevêque) dont il tire profit en prélevant une taxe sur chaque cuisson (banalité). Ce droit seigneurial est généralement inféodé, moyennant redevance, aux boulangers appelés fourniers, les sujets du seigneur ayant l'obligation d'aller au four banal. Au Moyen Âge, les fours à pain semblent rares en France où les banalités sont sans doute très contraignantes, seuls quelques privilégiés, moyennant un cens, ayant la concession d'avoir un four familial. « Ils sont plus fréquents en Angleterre, en Allemagne, en Europe centrale où se rencontrent d'autres types de four, à sécher les grains, à fumer les viandes et les poissons ». Lors des Croisades, certains seigneurs vendent leur droit de banalité aux communes pour couvrir les frais de leur voyage, ces dernières cédant ce droit aux boulangers qui vont se développer en corporations, notamment avec la guerre de Cent Ans qui voit le remplacement des fours seigneuriaux par des fours fieffés. L'utilisation du four banal reste obligatoire jusqu'à la Révolution qui confère aux habitants le droit de cuire leur propre pain : le four banal devient communal ou est le plus souvent donné en fermage à des boulangers qui payent tous les ans une redevance aux consuls ou échevins et conservent un droit de fournage. Certains habitants construisent leurs propres fours individuels mais la chauffe d'un four particulier est souvent considérée comme un gaspillage, sans compter les risques d'incendie lorsqu'ils sont intégrés dans les maisons en toit de chaume, aussi l'usage du four du boulanger reste privilégié.

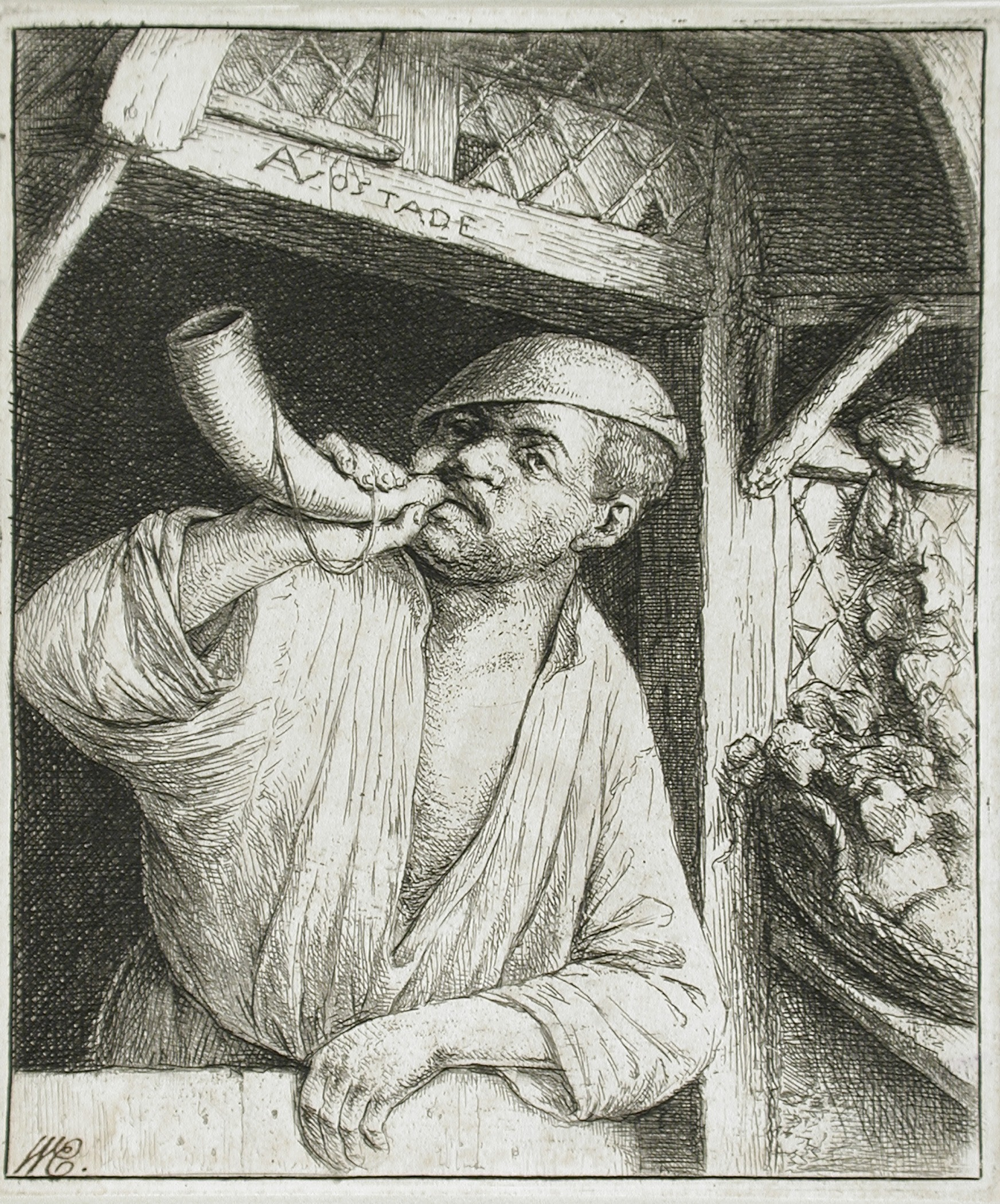
Adriaen van Ostade: Le Boulanger sonnant du cornet, appelant les habitants pour
qu’ils amènent leur pâte à cuire au four. Les fours avaient comme les lavoirs une importante fonction sociale. Chaque famille apportait la farine ou la pâte qu'elle avait pétri, d'où la sociabilité de la communauté d'habitants auprès de ces fours.

Au XIXe siècle, les fours à pain se multiplient dans les campagnes (four collectif ou four individuel dans des fermes, en forme de dôme). Certains fours sont mêmes installés sous le manteau de la cheminée, dans le mur ou au centre de l'habitation. L'existence d'un four rural de cette époque dans un bâtiment séparé suggère ainsi qu’il peut appartenir à plusieurs familles (c'est le fournil ou la boulangerie).
Avec la multiplication des boulangeries dans les communes, ainsi que les facilités de transport, le déclin des fours de campagne s'amorce au XXe siècle. Durant la Seconde Guerre mondiale, à cause des restrictions alimentaires, certains fours sont cependant restaurés pour servir de nouveau. À cette même époque, certains boulangers bretons, pour court-circuiter les règlements du régime de Pétain, échangent directement, sans tickets de rationnement, le blé ou la farine contre du pain. La farine est livrée lors de la moisson et le pain distribué les mois suivants. Pour en tenir le compte, le boulanger confectionnait une baguette de noisetier (bois qui servait par ailleurs à la cuisson) sur laquelle était symbolisée la quantité de pain à livrer ; puis elle était, tel le symbole grec, fendue en deux sur toute sa longueur : l'un des exemplaires restait à la boulangerie alors que l'autre passait aux mains de l'agriculteur. À chaque "achat" de pain, une marque était gravée sur les deux demi-baguettes, jusqu'à épuisement de la quantité prévue.
Après la Seconde Guerre mondiale, le déclin de ces fours est inéluctable. Les fournils devenus vétustes sont trop coûteux à entretenir (certains fermiers ne veulent pas payer pour le propriétaire). De plus, les chemins goudronnés permettent au boulanger de faire des tournées de pain dans plusieurs communes. À la fin du XXe siècle, dans le cadre de la conservation et de la mise en valeur du patrimoine rural, « la mode d'un certain retour aux traditions redonne parfois de l'intérêt soit à la restauration des vieux bâtiments, soit même à la panification individuelle ».

### Matériaux utilisés
Selon les régions, les époques, et les ressources disponibles, les fours à bois sont réalisés avec différents matériaux. Certains sont conçus en pierres, d’autres en briques, en tuiles, en terre cuite ou encore en béton réfractaire.
En Normandie, il est courant de rencontrer des fours en brique naturelle non réfractaire, ce qui est suffisant pour cuire du pain. Pour faire une brique naturelle en argile (glaise), il faut la cuire à mille degrés au moins. Quand on chauffe un four à pain, la température de la voûte atteint facilement 500 degrés (mesurés au pyromètre infrarouge), la brique naturelle reste souple, elle se dilate sous l'effet de la chaleur sans casser.
Dans la vallée du Rhône, la carrière de Larnage, située en Drôme, fournit l’industrie de produits réfractaires depuis plusieurs siècles. Cette « Terre Blanche », composée de kaolin et de feldspath, offre une excellente résistance pyroscopique une fois cuite.

### Anatomie des fours

#### Forme et taille
Selon la quantité consommée et selon les moyens de chaque ferme qui pouvait disposer d'un four individuel, la forme, l'importance et l'implantation des fours a varié.

Différents types de four en France
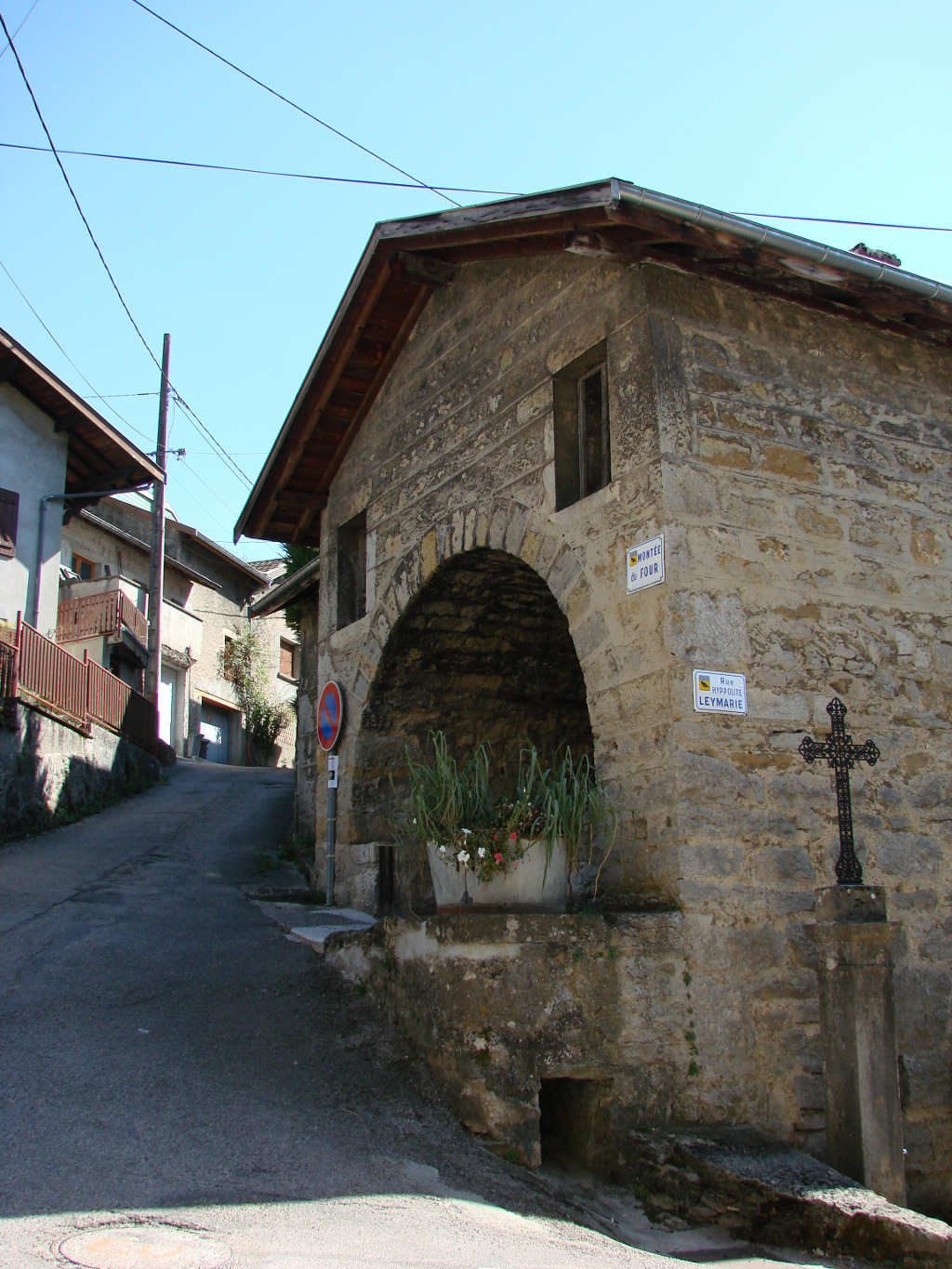
Four à Serrières (Saint-Rambert-en-Bugey, Ain).
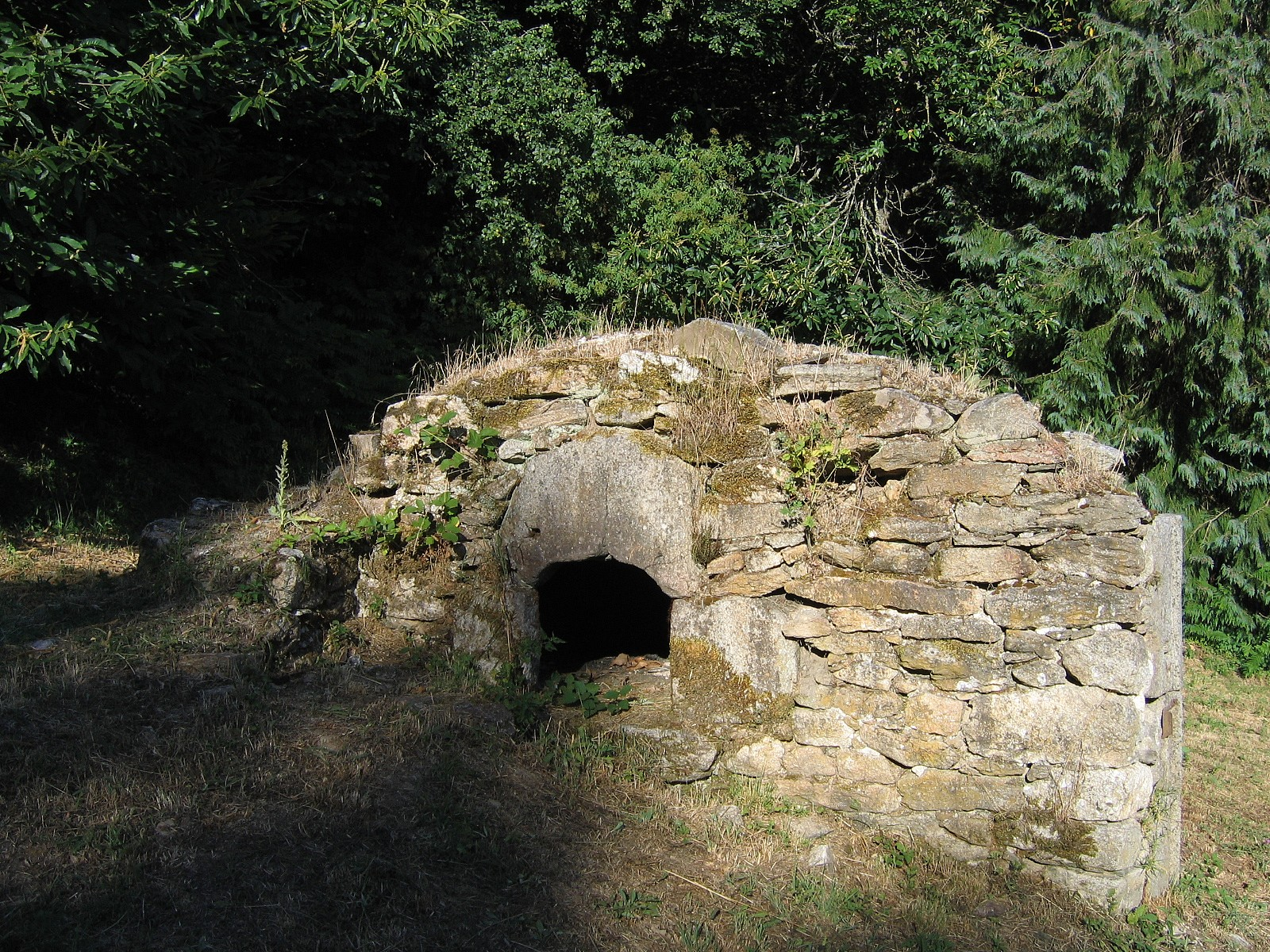
Le Somail, Hérault.
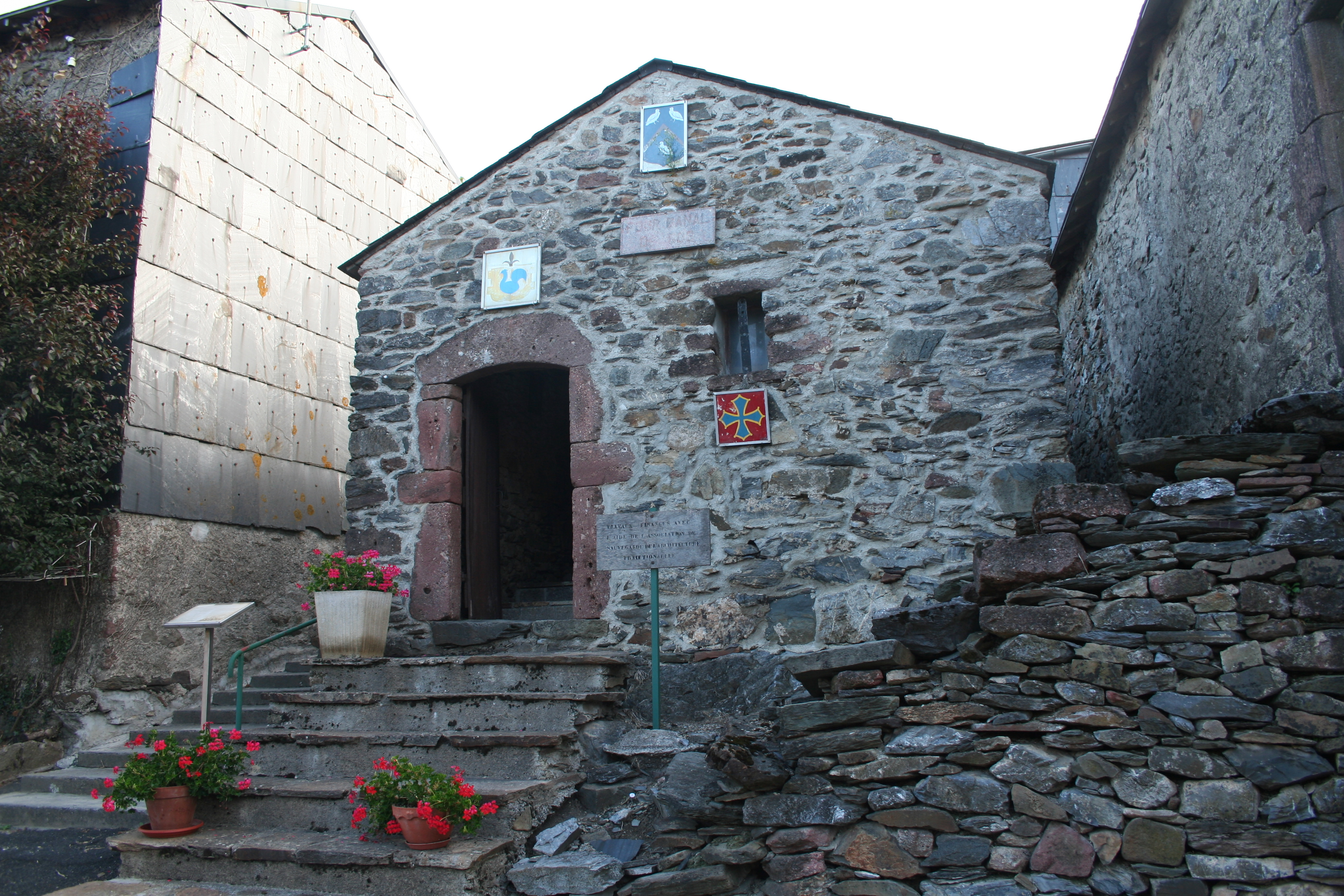
Barre, Tarn.
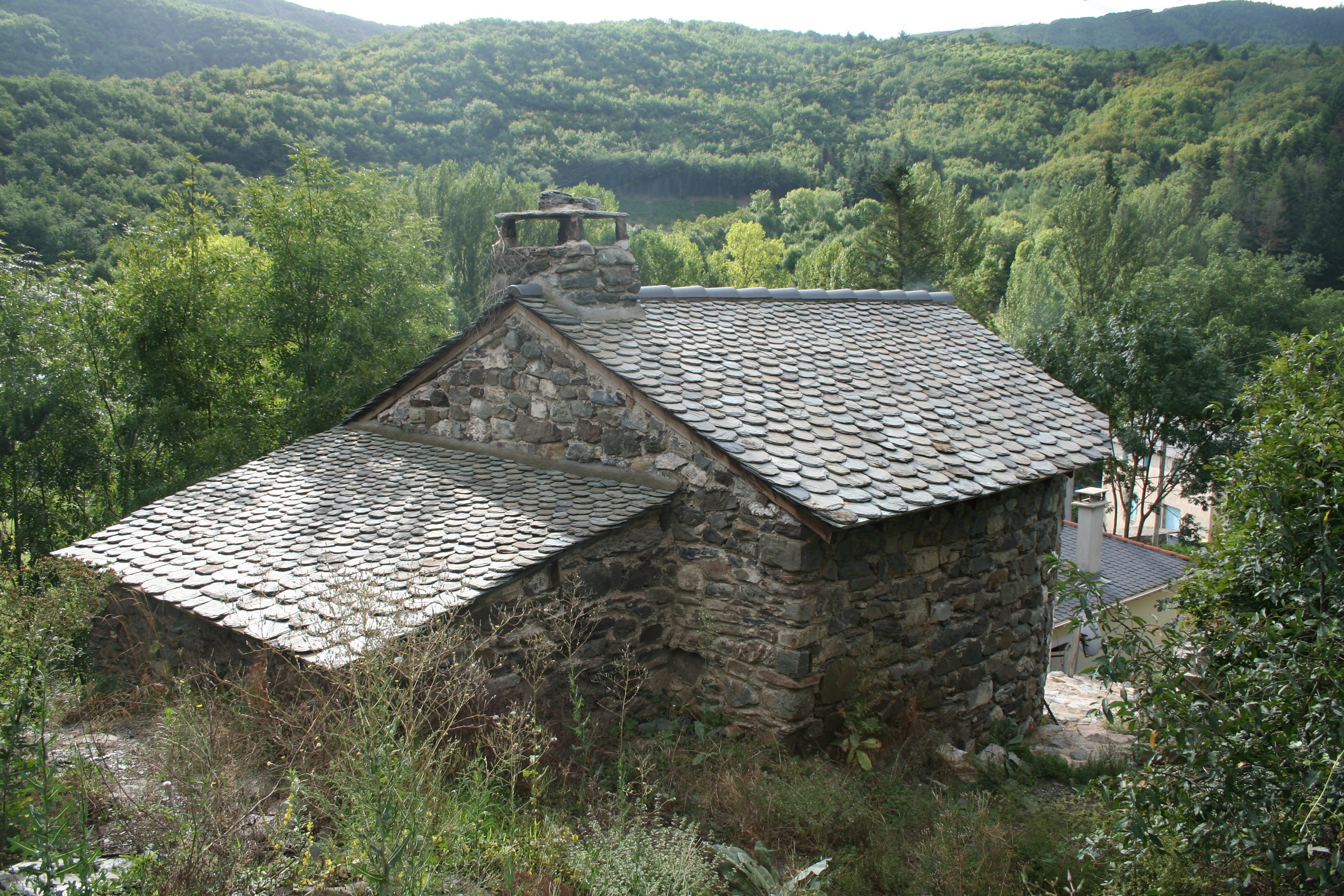
Arnac-sur-Dourdou, Aveyron.
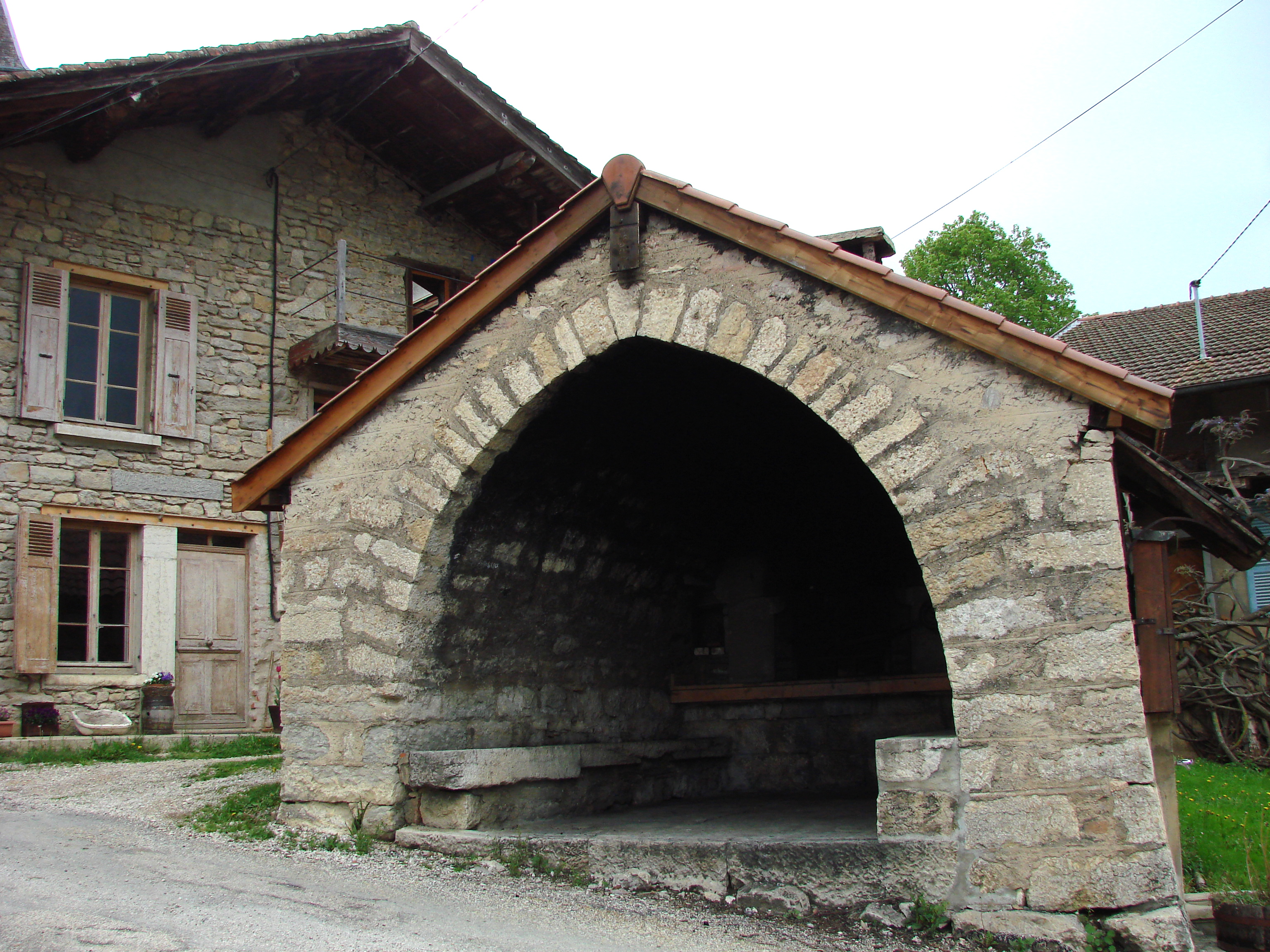
Blanaz, Bugey.
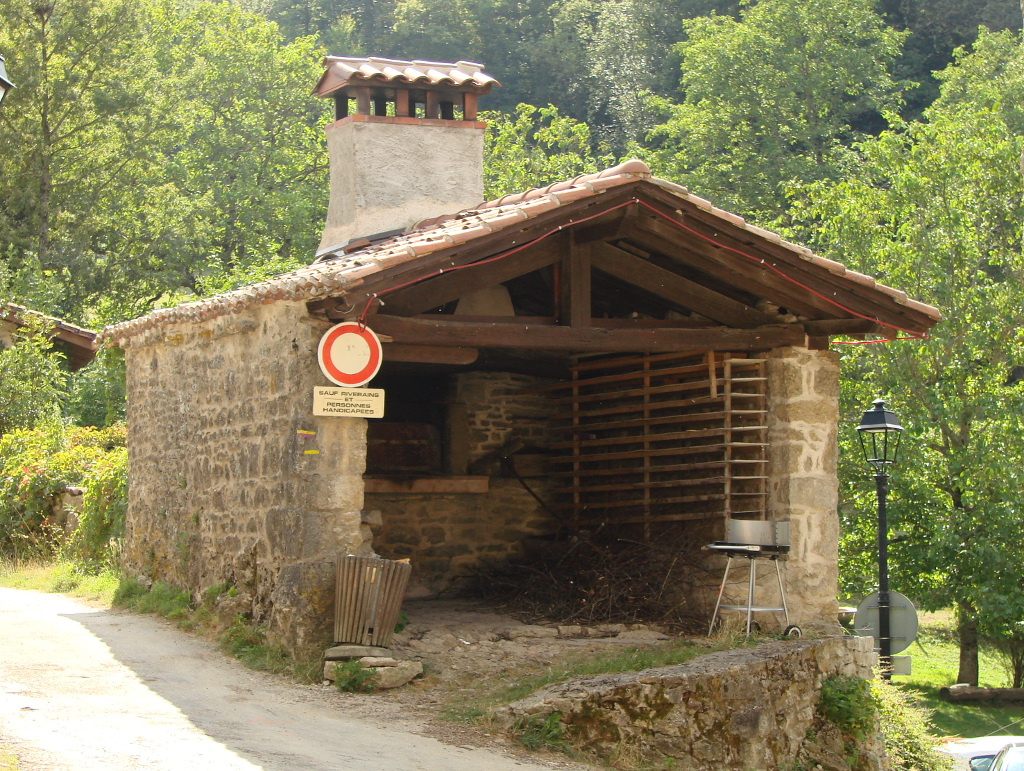
Brey-de-vent, Bugey.
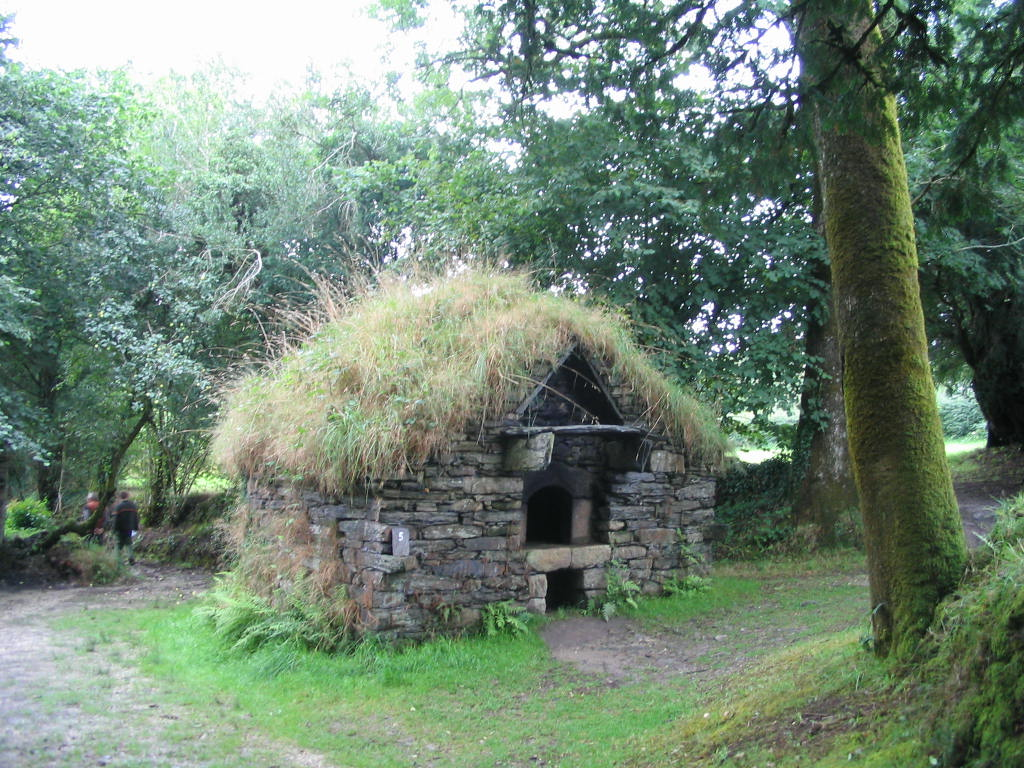
Four collectif (1870) de la maison Cornec à Saint-Rivoal dans le Finistère.
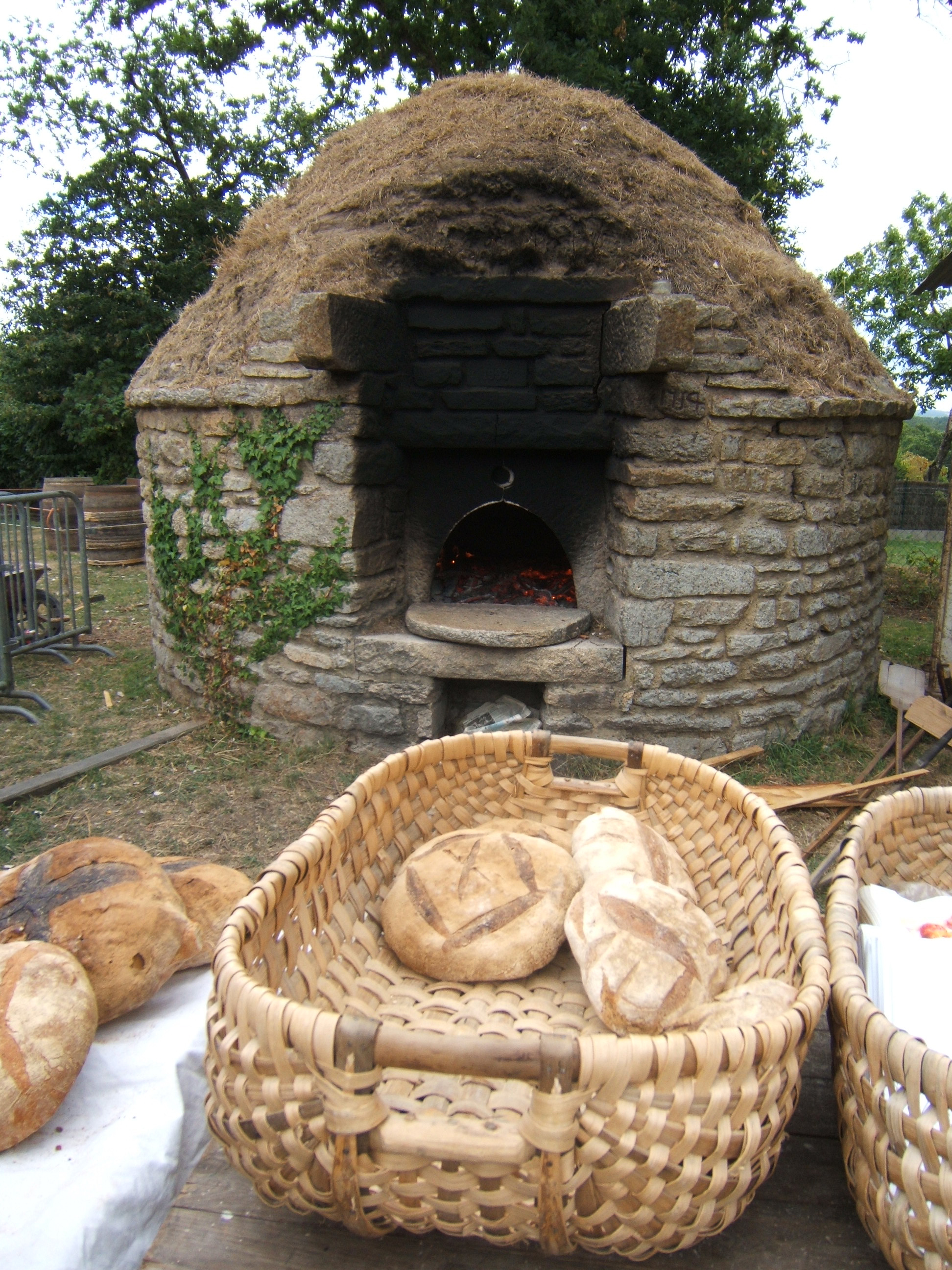
Four à pain de Lizio dans le Morbihan.
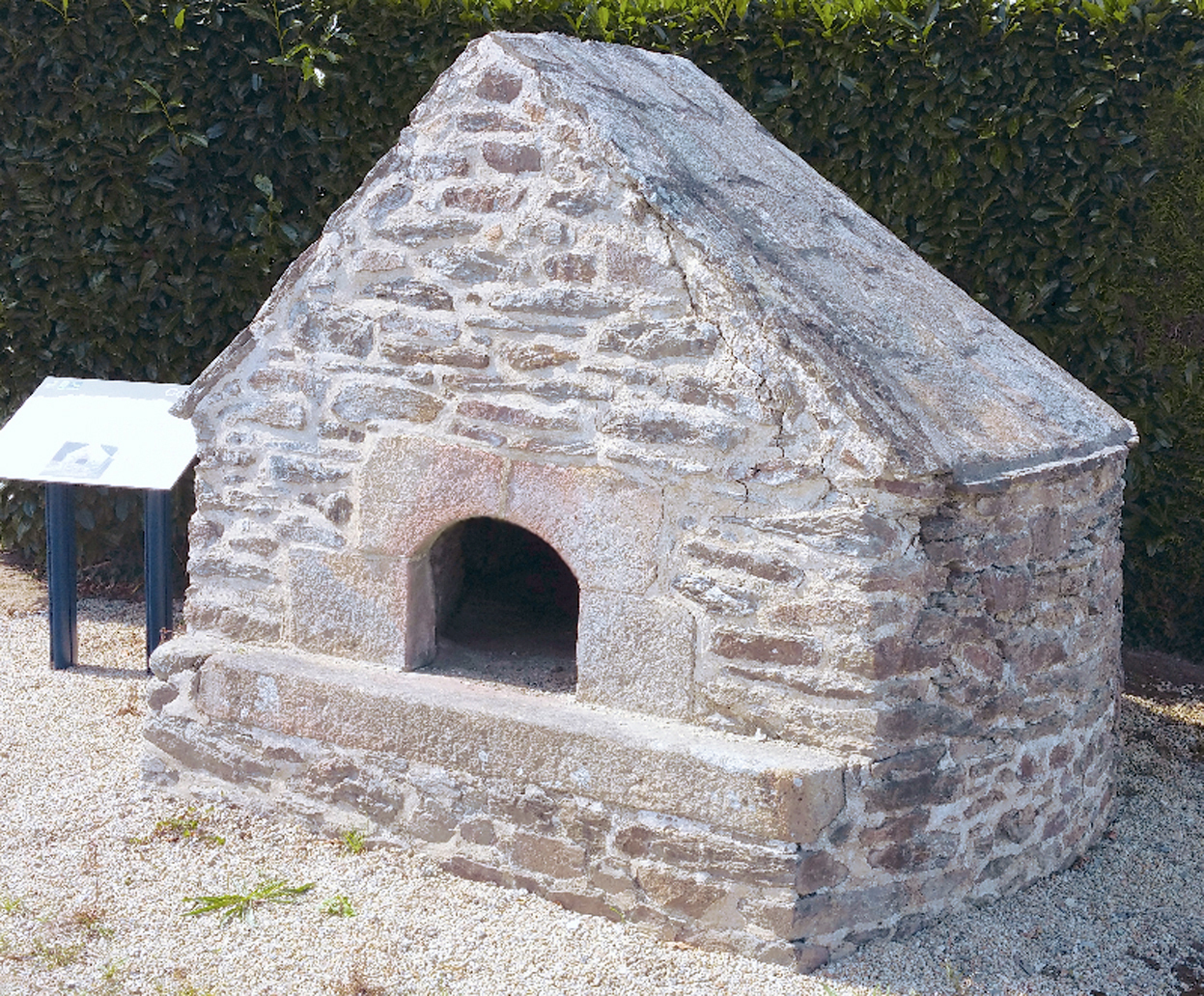
Four de la Hestrinais à Corseul dans les Côtes-d'Armor.
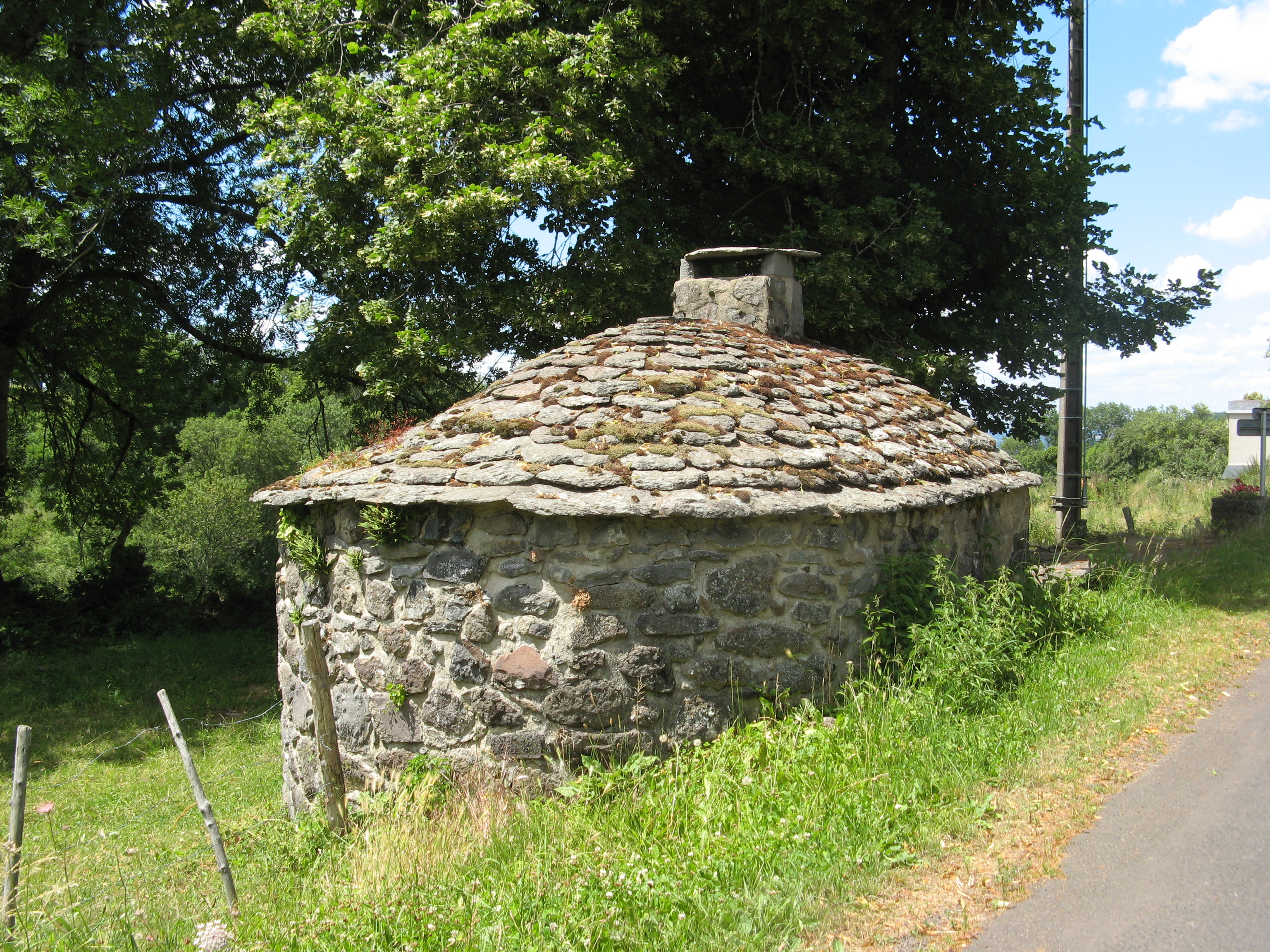
Four adossé à un talus, dos aux vents dominants à Méallet dans le Cantal.

#### Éléments du four

##### Bouche
La bouche est l’ouverture du four par laquelle on introduit le bois de chauffe ainsi que les aliments destinés à être cuits. Elle permet également un apport d’oxygène durant la cuisson à feu ouvert et peut être fermée durant la cuisson sans flamme, à chaleur tombante. 

Différents types de bouche
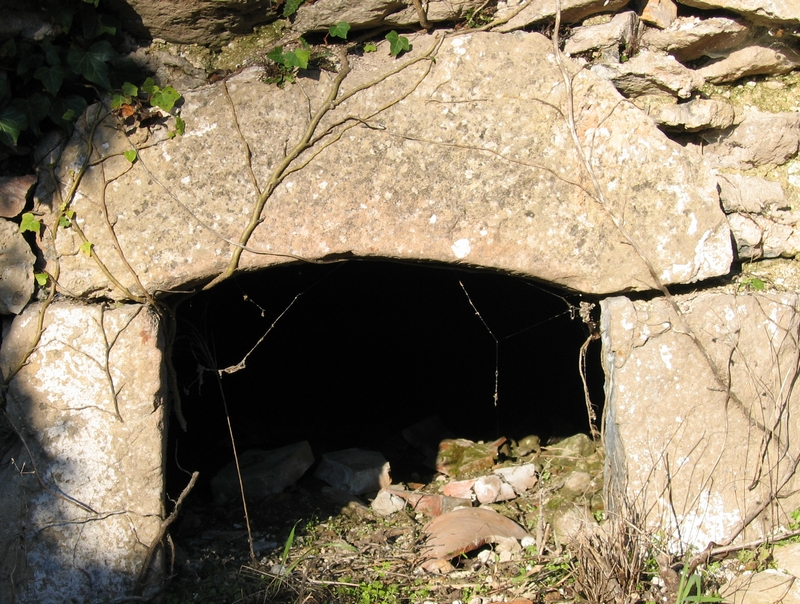
Hérault, France.
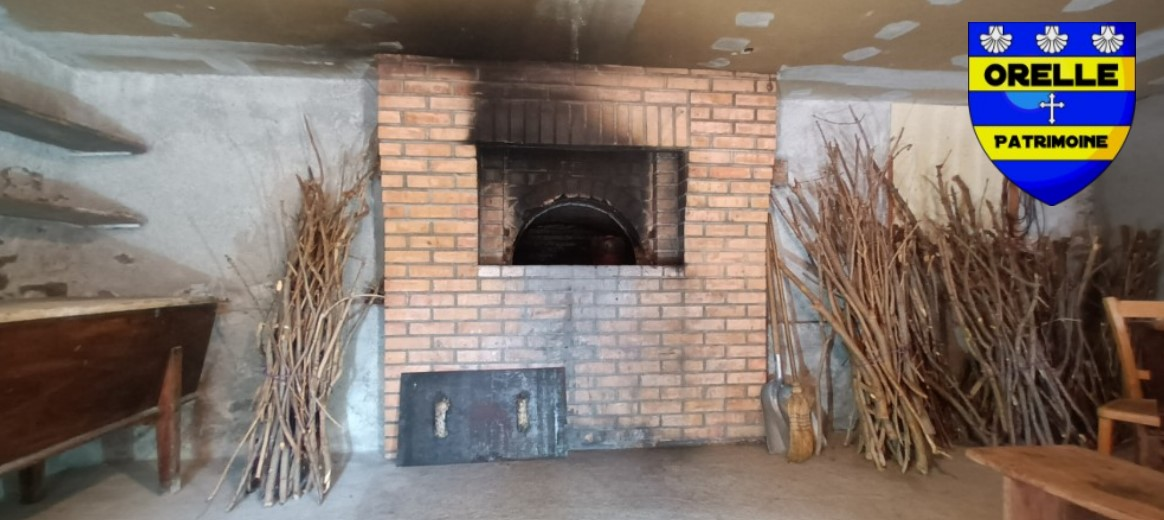
Bonvillard, Orelle, Maurienne, Savoie.
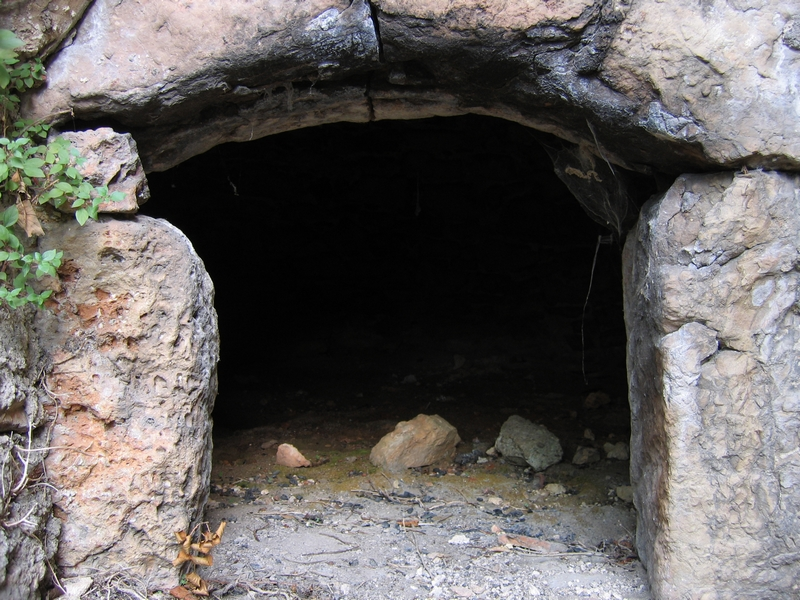
Saint-Guilhem-le-Désert.
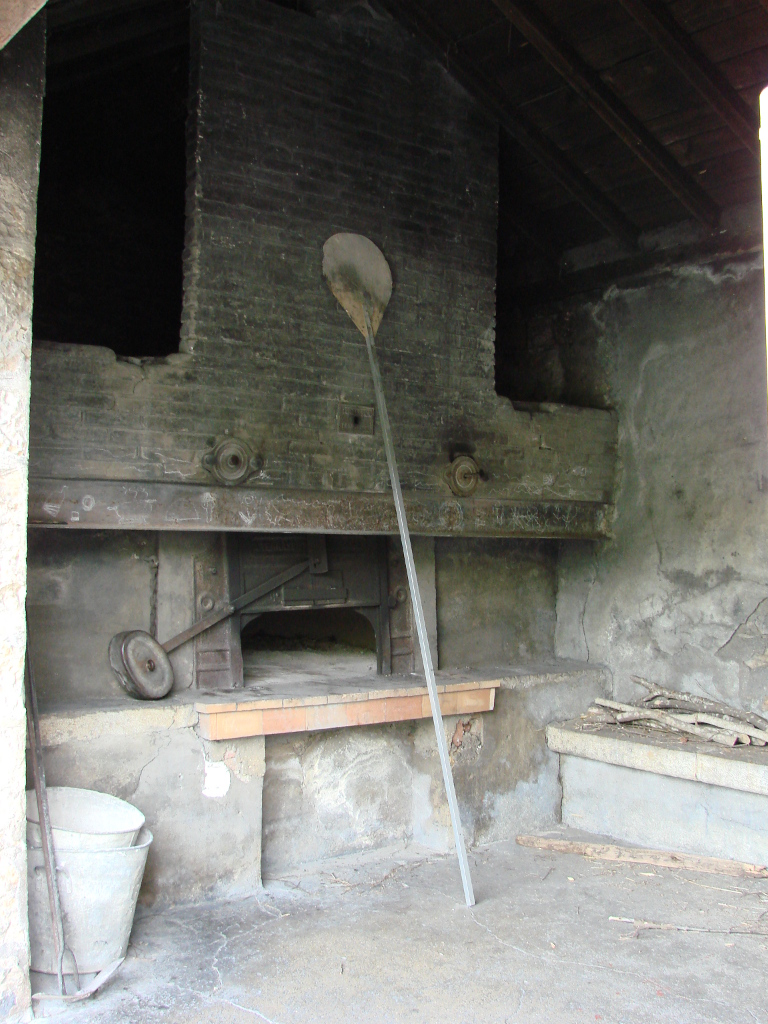
Morgelas, Saint-Rambert-en-Bugey.
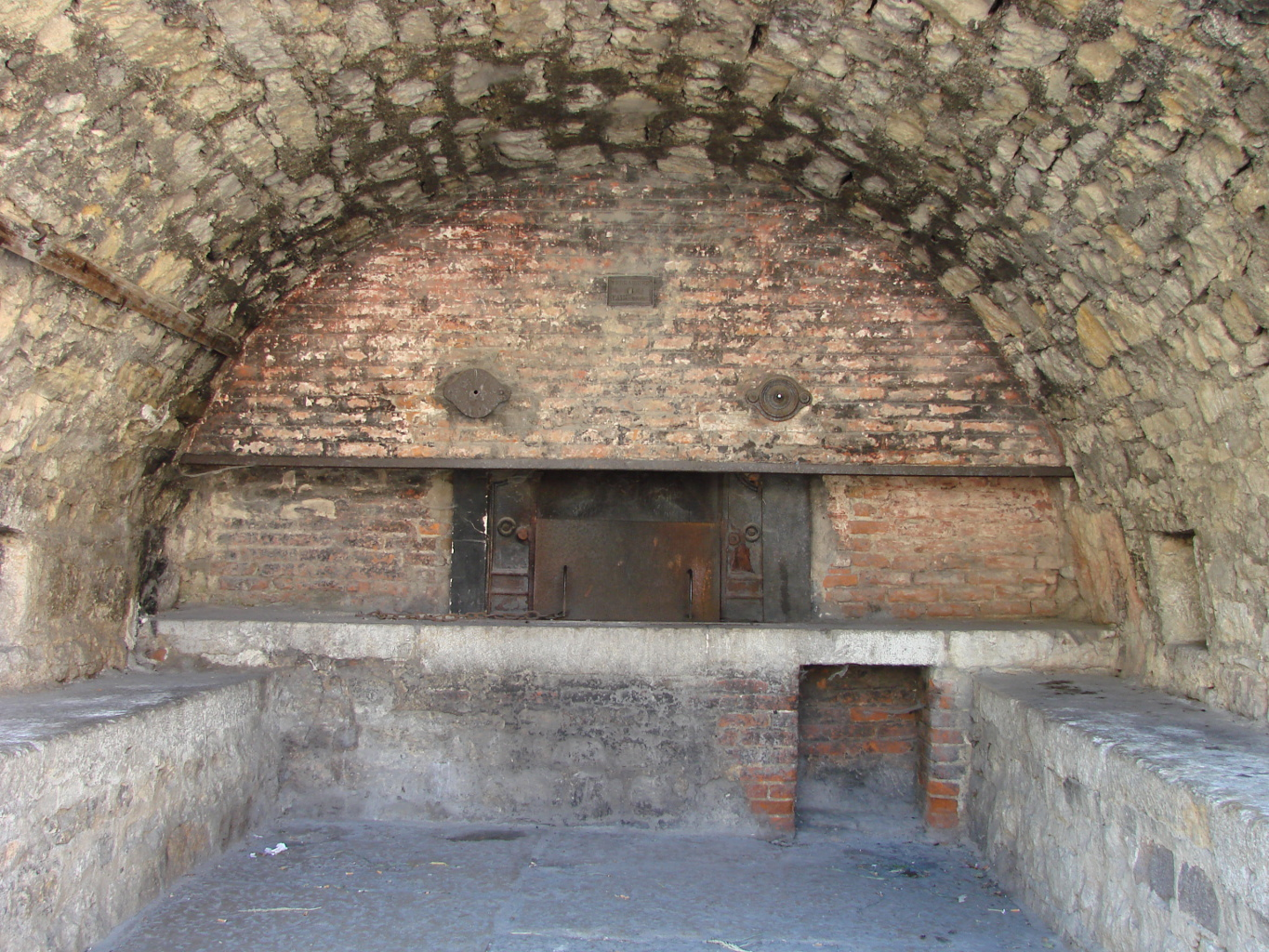
Vue d'un four banal voûté.

##### Mortaises latérales

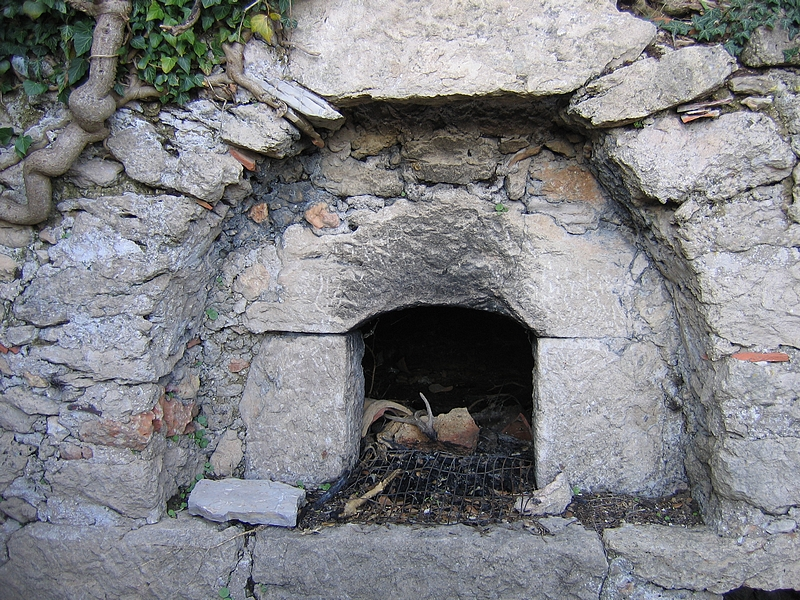
Séranne, Hérault.

##### Sole
La sole du four est la surface sur laquelle sont placés d'abord le bois de chauffage et ensuite les aliments.
Elle est réalisée avec un matériau réfractaire à base de silice, sous forme de fibres (par exemple deux couches de briques ou de carreaux ayant subi une cuisson très poussée, jointés à l'aide d'un mortier de terre, à savoir de la glaise mélangée à de l'eau) ou de la chaux mélangée à du sable.
Les coins sont toujours arrondis.

##### Socle
Également appelé trumeau, c’est une construction qui sert de support au four et qui permet de l’élever à hauteur d’homme.

##### Voûte
La voûte du four est aussi dénommée chapelle. C’est l’espace du four dans lequel on réalise la chauffe ainsi que la cuisson des aliments. 

Sole en voûte
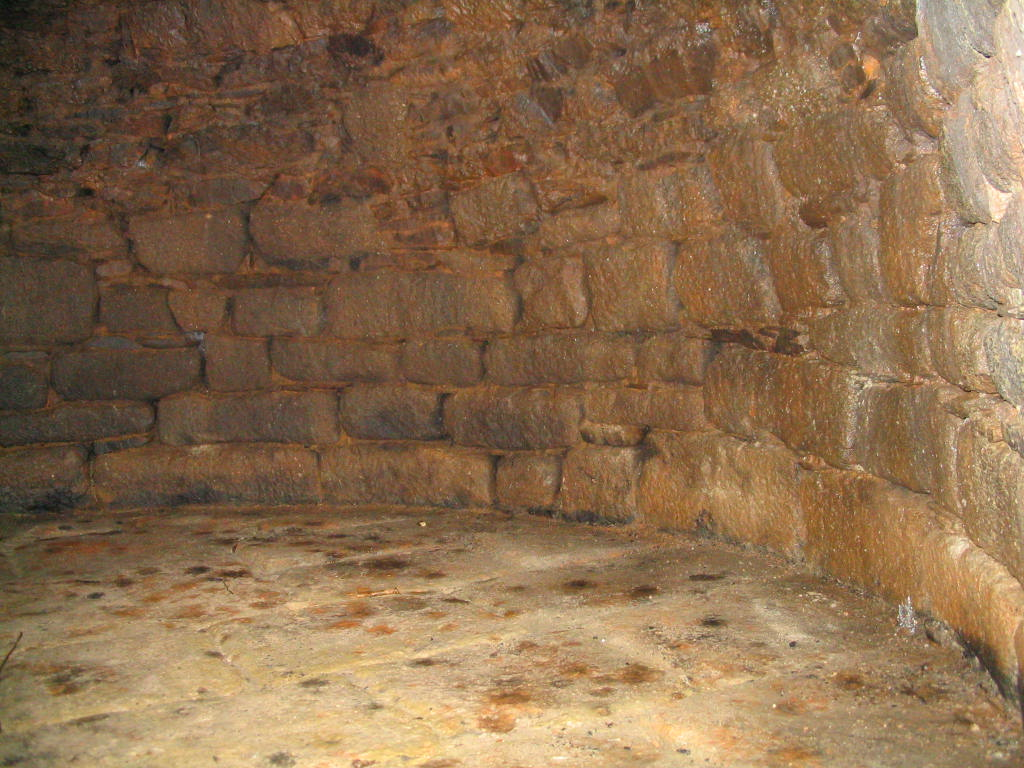
Sole et voûte.
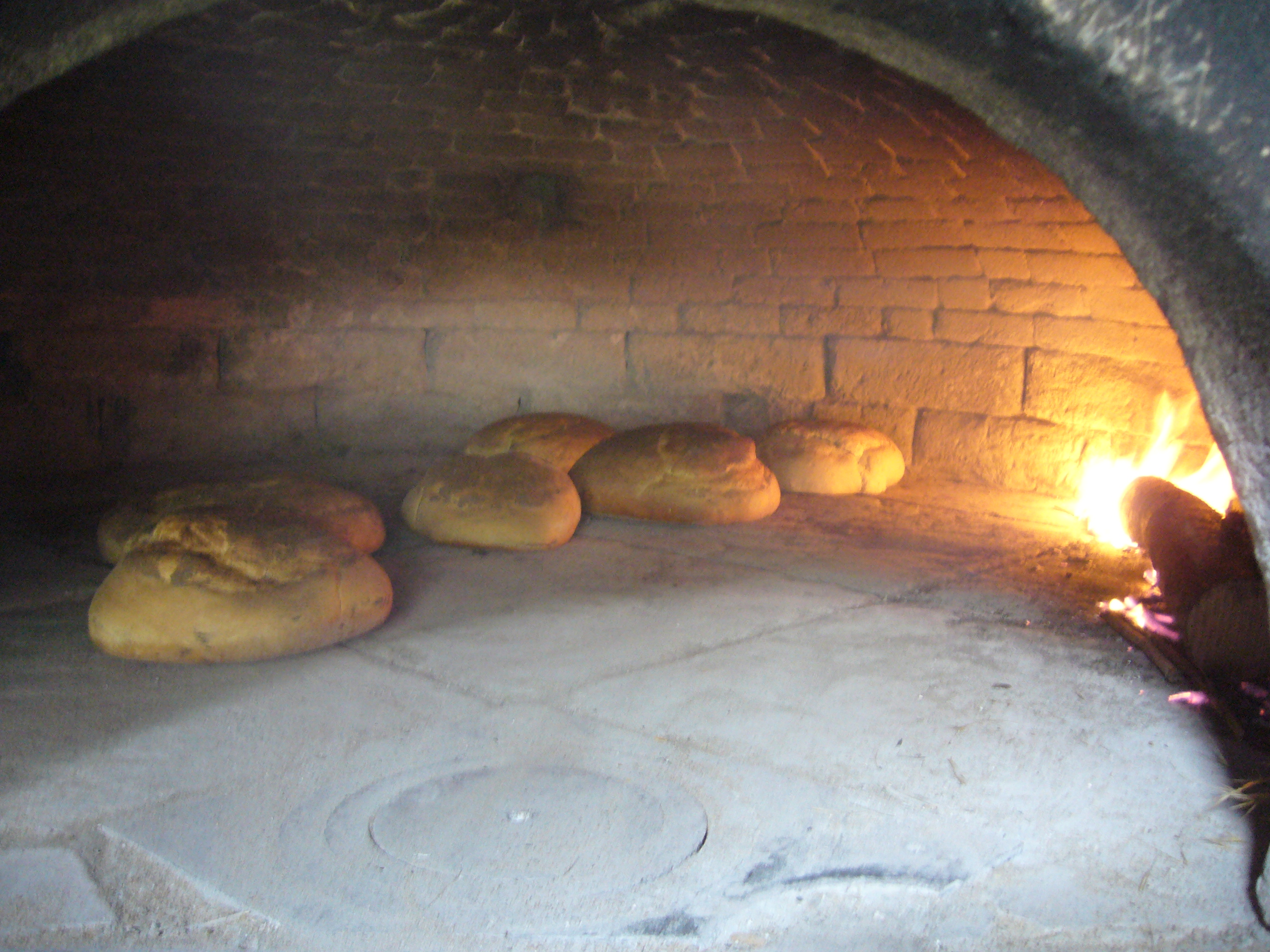
Sole et voûte.

##### La couverture

Étapes de la construction d'un four à pain
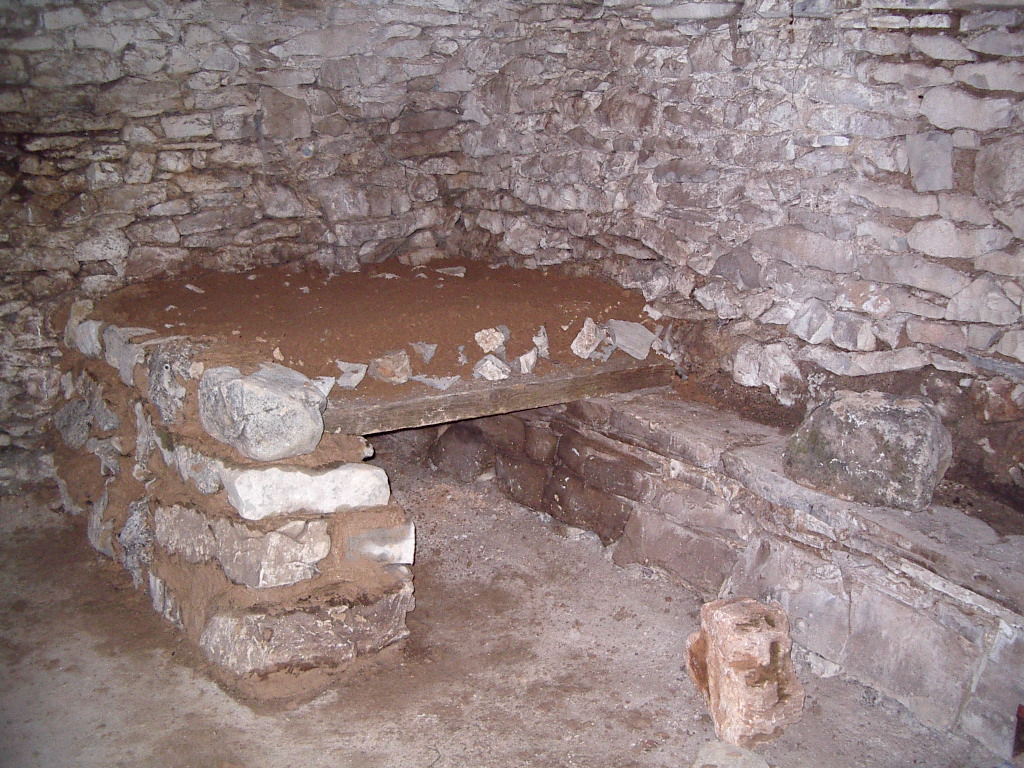
1 : construction de l'assise.
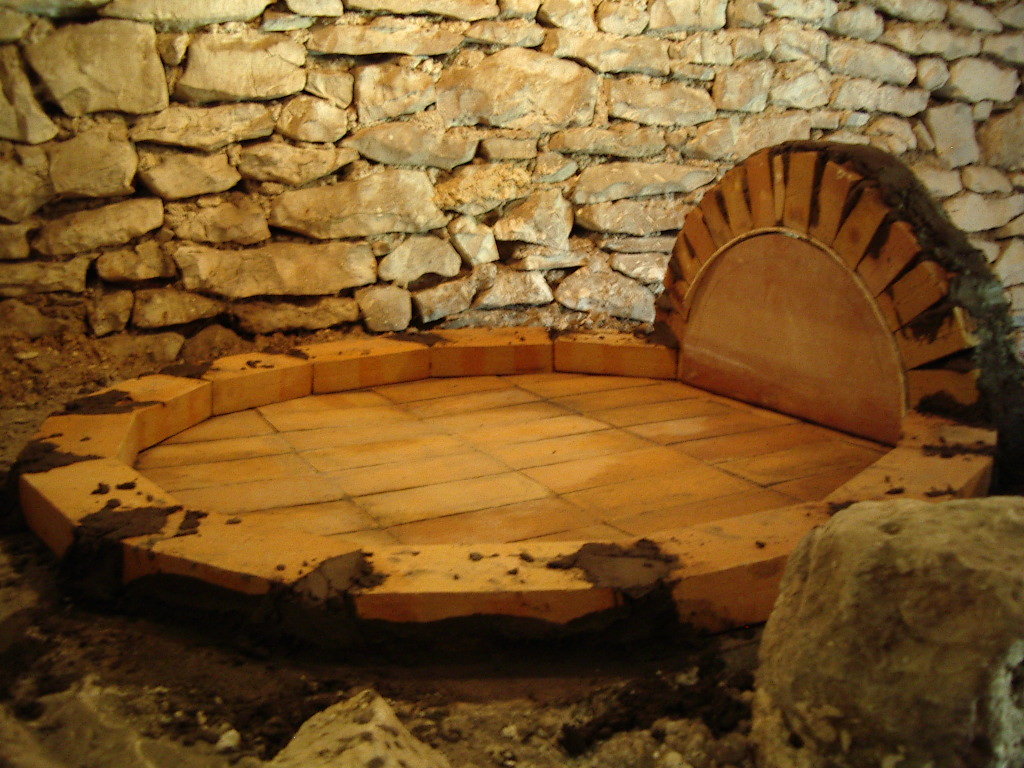
2 : la sole en briques.
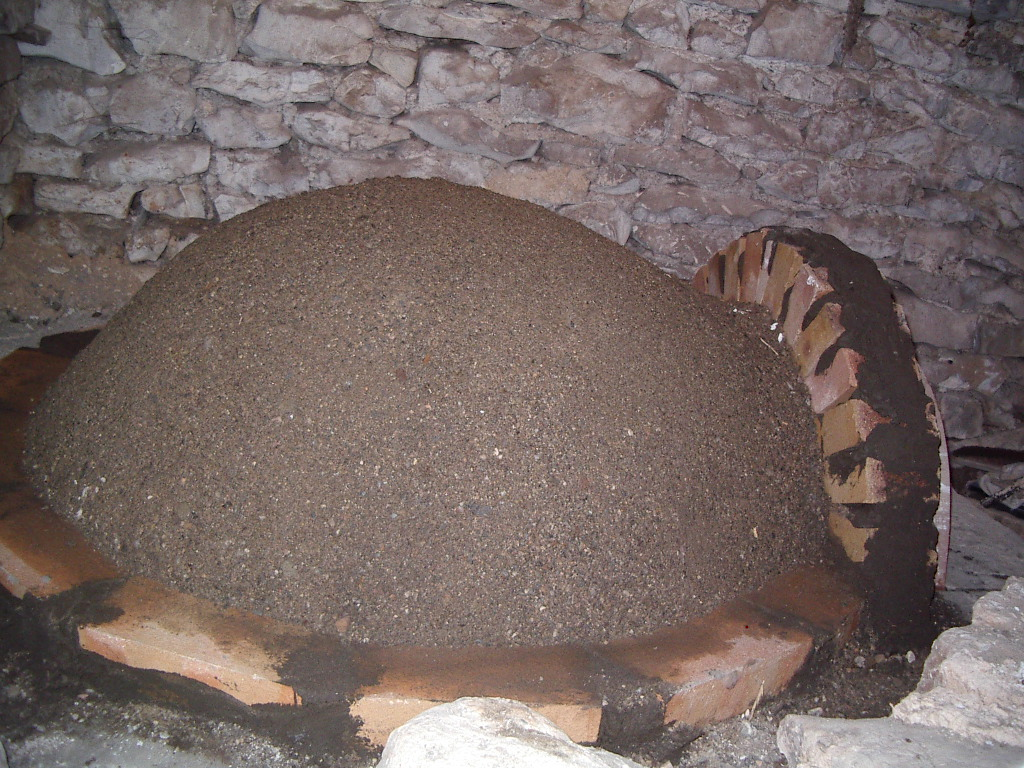
3 : le dôme en sable.
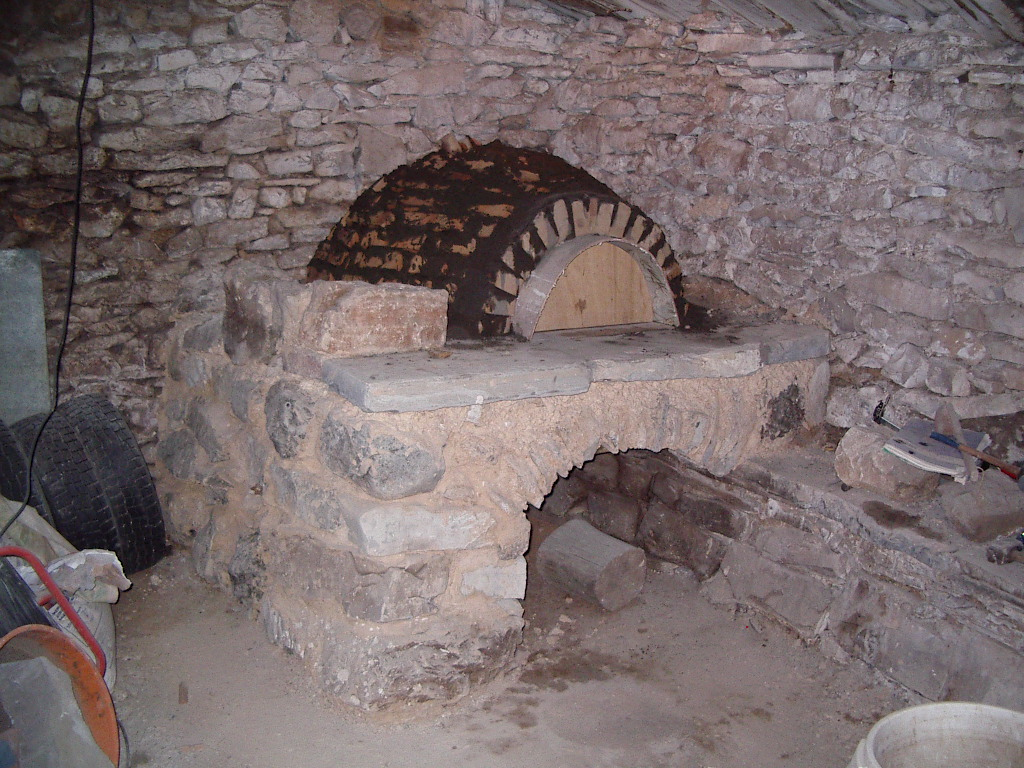
4 : la voûte terminée.
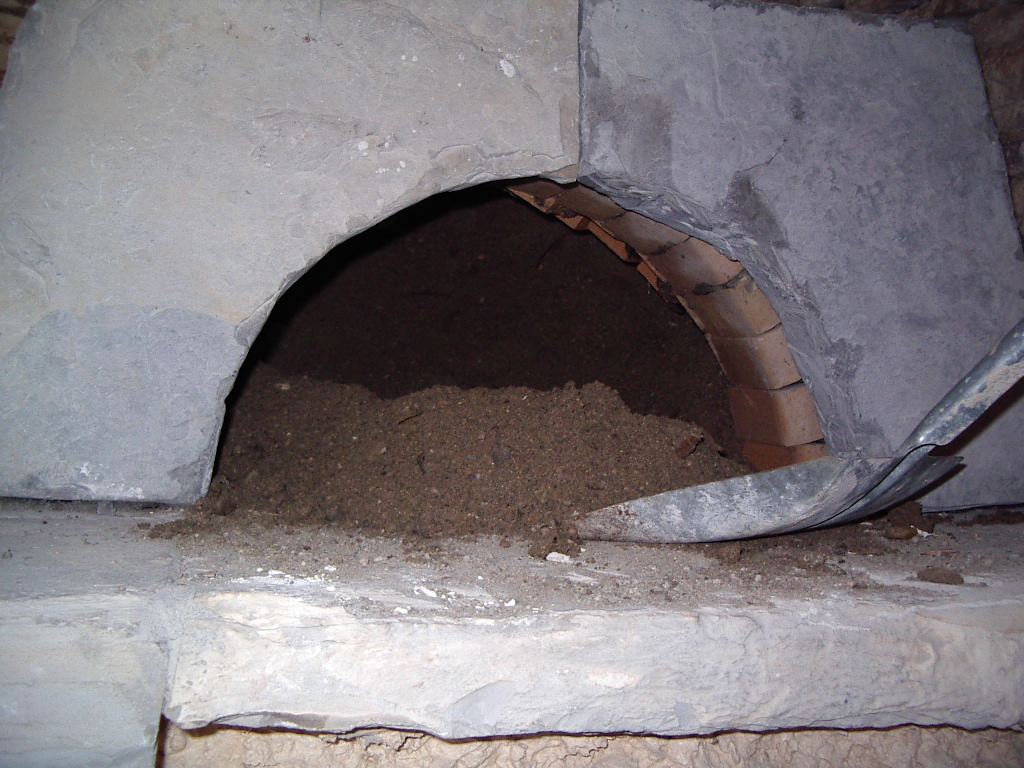
5 : le dégagement du sable.
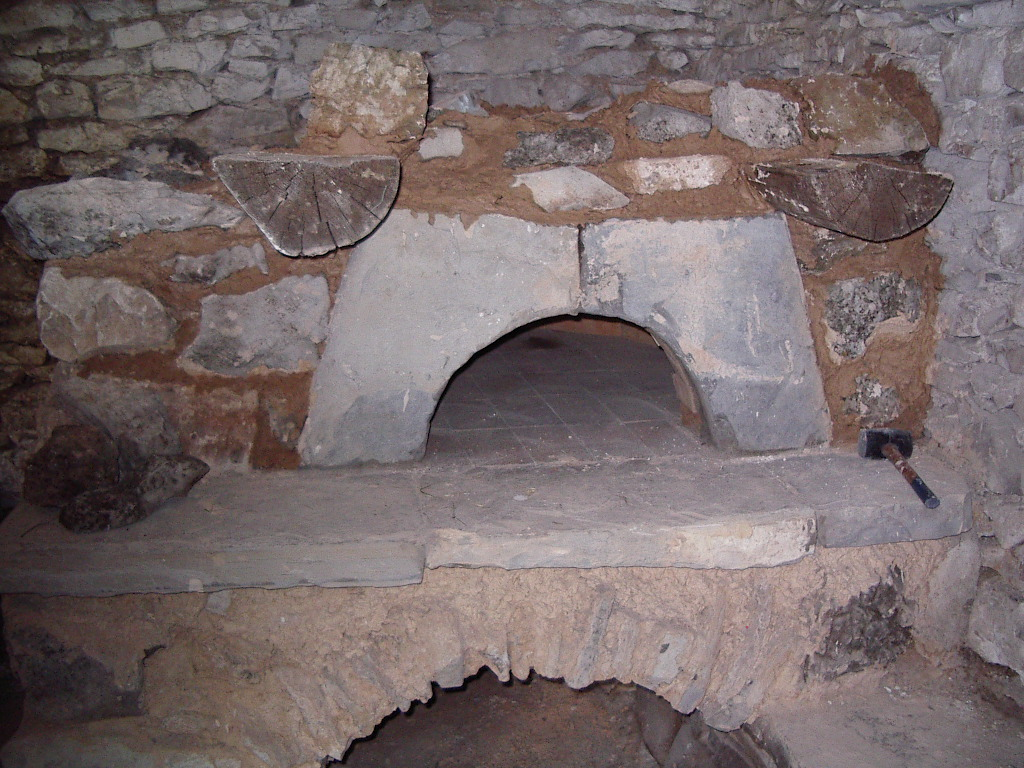
6 : l'habillage en pierre.

##### Avaloir
C’est une ouverture située au-dessus de l’entrée du four qui permet l’évacuation des fumées de la chambre de cuisson.

##### Cheminée
Aussi appelée départ de fumée, la cheminée est reliée à l’avaloir et permet d’évacuer les fumées à l’extérieur de l’enceinte du four.

### Étapes de l'usage d'un four à pain

#### Sélection du combustible

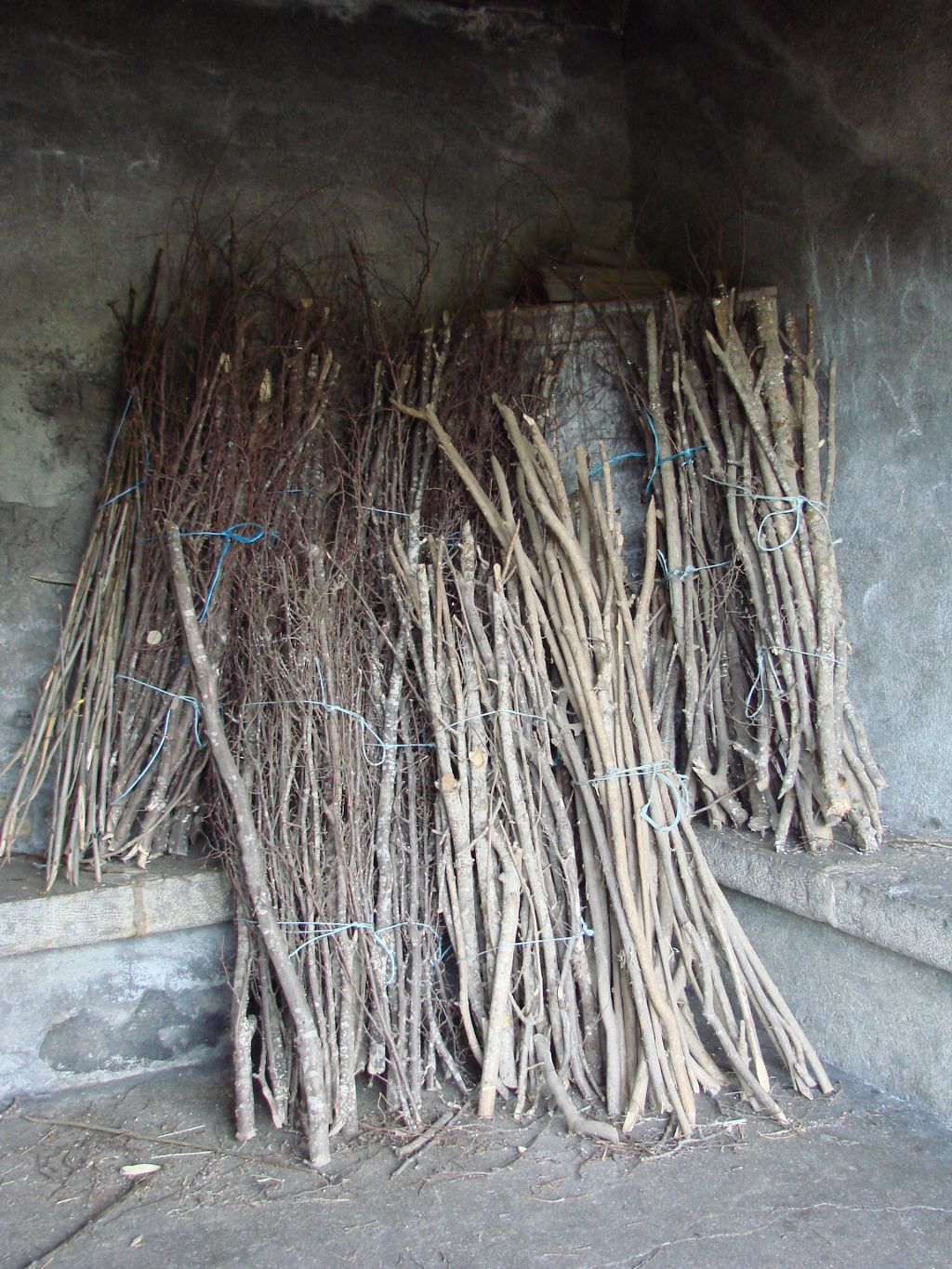
Fagots de bois.

Il faut choisir un combustible calorifère : saule et peuplier le sont peu. Le noisetier est plus intéressant : c'est un bois peu utilisé par ailleurs et qui brûle rapidement en créant des flammes vives.
Le pin, le sapin, les bois traités ou peints ne conviennent pas car ils ont des odeurs trop fortes ou représentent des risques pour la santé. D'une manière générale, les bois résineux ne sont pas recommandés car ils encrassent trop rapidement les cheminée, la résine ayant tendance à noircir le four et les conduits. Le chêne est intéressant et il est souvent utilisé mais il brule rapidement en créant des flammes vives qui ont tendance à trop chauffer.
Le frêne est un bois avec un bon équilibre, qui brule bien sans trop chauffer. C'est un bois privilégié pour chauffer le four.
Le taux d’humidité du bois est encore plus important que son essence. Un bois sec assure une combustion efficace, il est recommandé d’utiliser des bois comportant un taux d’humidité inférieur à 20 %.

#### Chauffage
Si le four est resté longtemps en inactivité, l'humidité s'est accumulée dans ses parois épaisses. La chauffe doit être très progressive pour éliminer cette humidité (risque d'effondrement) et au moins deux chauffes sans enfournement sont nécessaires pour éliminer l'humidité. Cette opération de montée en température progressive après une longue non-utilisation s'appelle le dérhumage.
On le chauffe en y faisant brûler du bois (notamment des fagots).
Voici quelques indicateurs signifiant que la température de cuisson (environ 300 degrés) est atteinte :
- les pierres de la voûte sont devenues blanches en surface ;
- des étincelles se produisent lors du passage d'un bâton de bois sur la pierre ;
- si un épi de blé laissé une minute ou deux au milieu du four, porte ouverte, noircit, c'est que la température est trop haute.

C'est à ce moment qu'on enfourne les tartes ou pizzas, porte ouverte et braises en place, la température à ce moment peut atteindre facilement 350 °C sur la sole, la cuisson est très rapide, quelques minutes tout au plus.

#### Décendrage
Quand le four à pain est assez chaud, on retire les cendres à l'aide d'un instrument à décendrer (cet instrument revêt des formes très diverses selon les régions et porte aussi des noms variés, en Haute-Marne c'est un riaule ou riol, en Bretagne, c'est un rouable et en Franche-Comté c'est un rable), puis on retire les tisons.
La plupart des fours comportent un cendrier, simple trou dans le mur en bas à droite ou à gauche de la gueule du four. Les braises retirées du four sont mises dans le cendrier où elles achèvent de se consumer pour donner une cendre très fine, presque impalpable. C'est cette cendre qui était utilisée pour laver les draps : ceux-ci étaient mis dans le cuveau, en pierre ou en bois, souvent installé dans la chambre à four avec la cendre, une couche de draps, une couche de cendre jusqu'à remplir le cuveau et l'on tassait. Il ne restait plus qu'à verser de l'eau bouillante pendant plusieurs heures, l'eau traversait les couches de drap, et s'écoulait par la bonde au bas du cuveau. Au bout de sept ou huit heures les draps propres étaient rincés dans la rivière et étalés sur le pré pour sécher. Les cendres peuvent servir à faire du savon ou la lessive.
À ce moment-là, il faut se dépêcher car le four est en train de « déchaler » (perdre par rayonnement la chaleur emmagasinée dans les parois).
Il reste à terminer le nettoyage du four pour débarrasser la sole des cendres et petits morceaux de charbon restant. On peut utiliser pour cela un tissu humide (en toile de jute par exemple) accroché au bout d'un bâton, ou un balai en fibres végétales (humidifié pour éviter l'embrasement).
On peut alors effectuer un dernier contrôle de température en déposant une feuille de papier journal sur la sole pendant quelques secondes : si elle brunit sans trop noircir ni s'enflammer, c'est que le four est à bonne température pour enfourner le pain. De nos jours, on utilise souvent un simple thermomètre de four qui affiche la température de l'air.

#### Enfournement

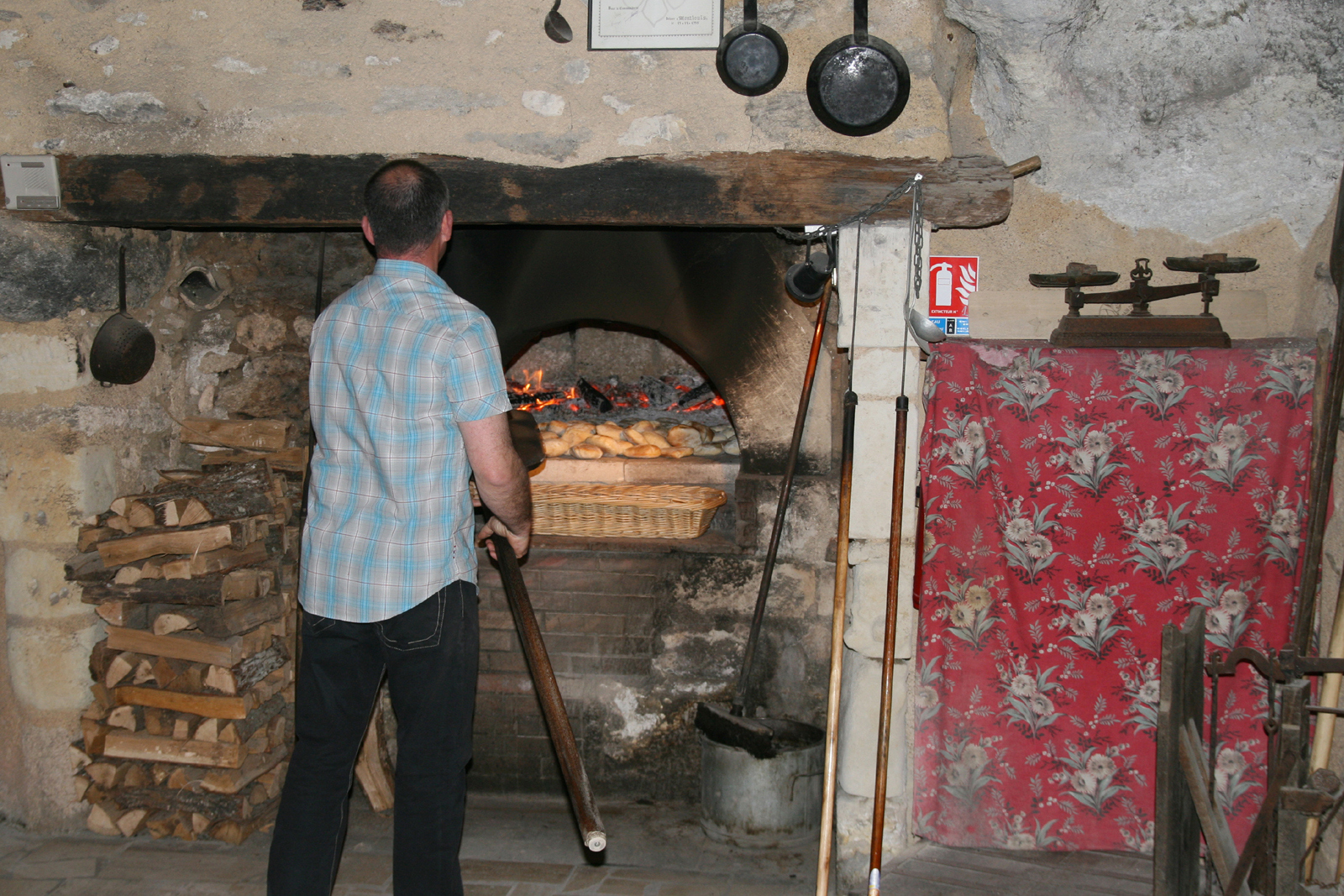
Enfournement.

On enfourne alors la pâte à pain en commençant par enfourner les gros pains sur les côtés car ils sont plus longs à cuire et on termine par les petites pièces. Dans certaines régions de France, c'est le cas dans les Mauges, les enfants jetaient de petites galettes de pâte pour vérifier la température du four. Ce sont des fouées qui gonflent sous l'effet de la chaleur intense, 300 °C environ, et qui peuvent être mangées chaudes en les fourrant de mogettes, de rillettes, de confiture ou toutes sortes de bonnes choses. Ces fouées sont dégustées dans certains restaurants des pays de Loire.

#### Cuisson

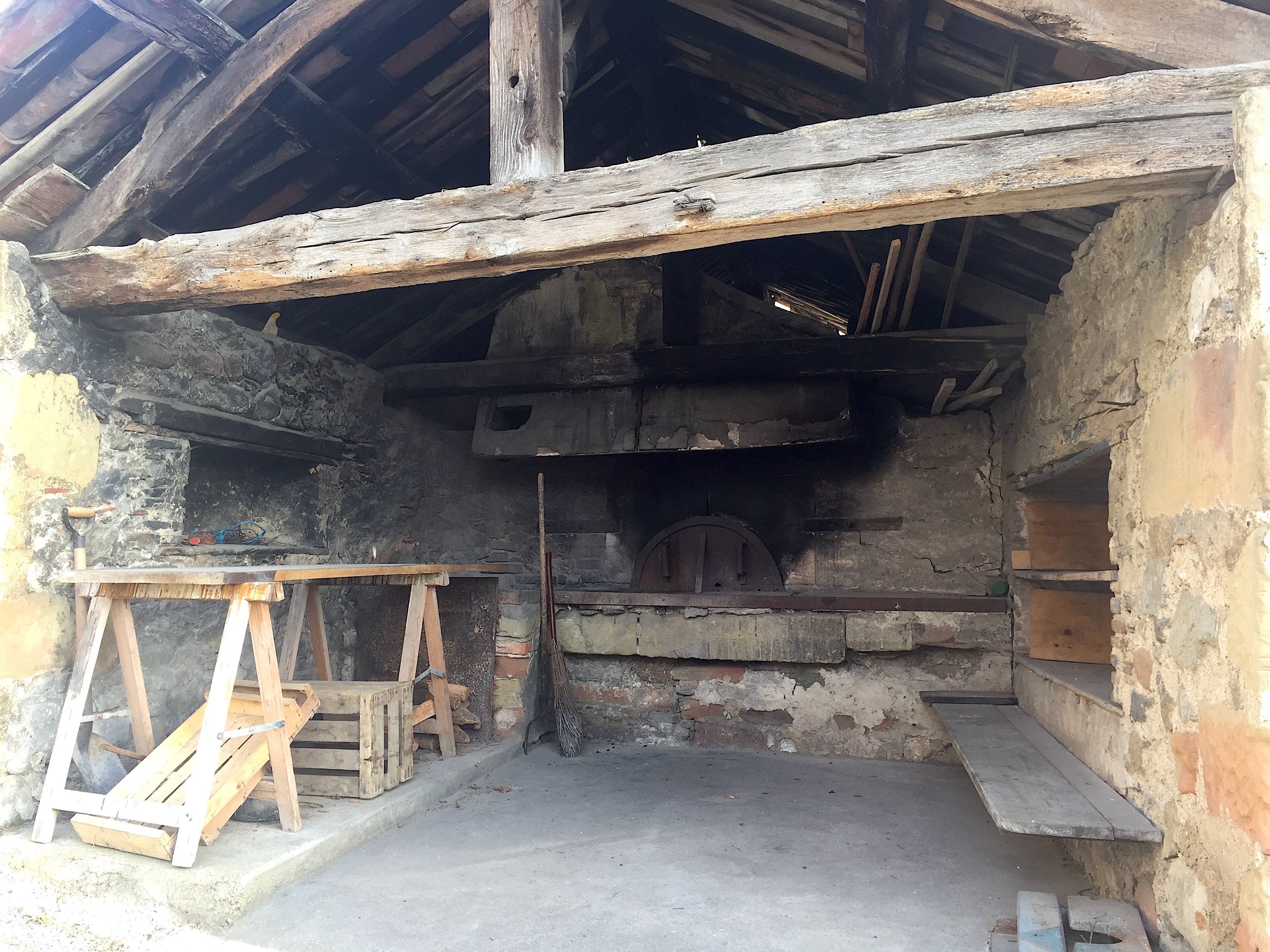
Saint-Nicolas-de-Macherin, Isère.

Celle-ci cuit grâce à la chaleur emmagasinée. On doit y rajouter une gamelle d'eau pour un meilleur produit fini. L'eau va apporter de l'humidité, la cuisson sera meilleure, le pain sera plus développé, il aura une meilleure grigne et une belle couleur.

### Aujourd'hui
Beaucoup de vieux fours à bois communaux ou banaux ont été conservés. Ils agrémentent aujourd’hui le patrimoine historique de nombreux villages. Plusieurs d’entre eux ont été rénovés afin de renouer avec d’anciennes traditions.
Aujourd’hui, plusieurs entreprises produisent encore des fours à bois en France. Parmi elles :
- La manufacture Ephrem, située à Villeneuve dans les Alpes-de-Haute-Provence ;
- La société Fayol avec son four Le Panyol situé à Tain L’Hermitage ;
- L’entreprise Four Chazal de Saint-Just Saint-Rambert ;
- La compagnie Four à pain d’autrefois localisée à Septème.

## Four à pain traditionnel au Québec

### Historique

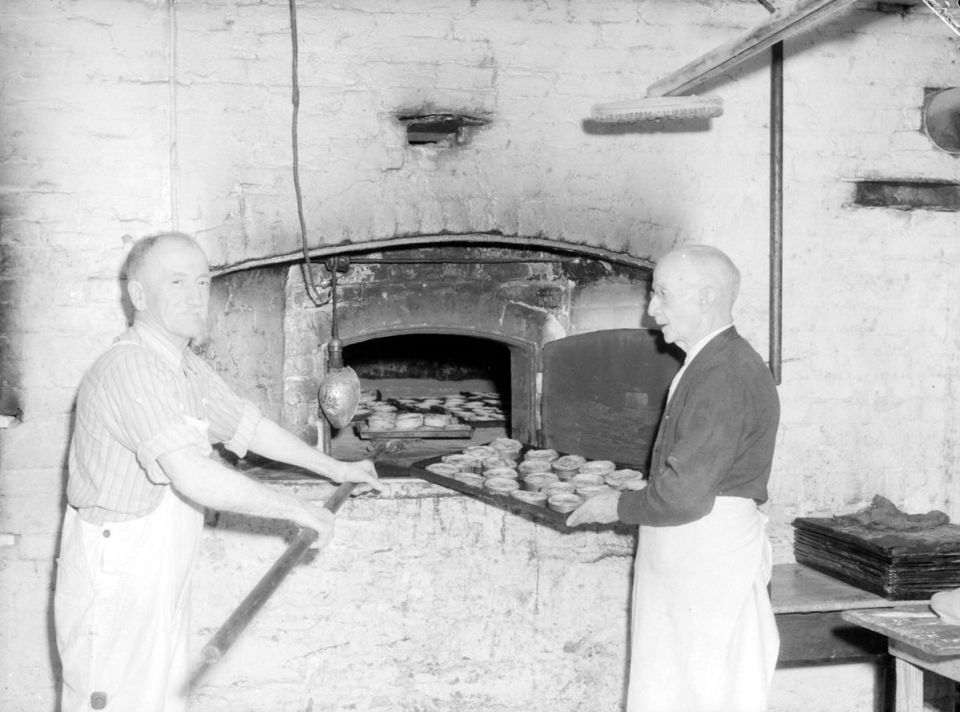
Boulangerie de Monsieur Lloyd en 1943, rue Wellington à Verdun (Montréal).

Le four à bois québécois, que l'on nomme usuellement un four à pain, est constitué principalement de glaise. Ce matériau peu dispendieux et abondant au Québec a été utilisé par les paysans pour réaliser les fournées avant l'utilisation de cuisinières en fonte.
Cette tradition du four à bois placé à l'extérieur de la maison vient de la France où ils étaient bâtis en pierres ou briques avec un liant de mortier et dont la voûte (chapelle) était de forme ovale et aplatie afin de réduire la quantité de combustible nécessaire à la chauffe de la coquille en améliorant l'absorption thermique de la masse à chauffer.

### Caractéristiques
Le four québécois correspond à ces mêmes principes de construction, sa chapelle est de forme identique comme une demi-coquille d'œuf tronquée à l'extrémité la plus petite. Cette forme permet de créer une chambre de combustion ayant une bonne ignition des gaz. Le paysan peu fortuné utilisait une assise en bois placée sur 4 pieux et couvrait le tout d'une toiture triangulaire faite de matériaux divers dont le bois usagé ou de basse qualité comme la croûte de bois.
La base ou sole était faite aussi avec de la glaise ou une pierre plate. La sole en glaise offrait l'avantage de bien absorber la chaleur et de la rendre par la suite par une douce chaleur propagée par convection contrairement à la pierre ou la brique qui ont une chaleur plus agressive d'une longueur d’onde en infrarouge plus élevée.
L'érection de la chapelle (voûte) se faisait en deux temps : on plaçait d'abord une structure en bois ou squelette qui soutenait la glaise, puis on faisait un mélange de glaise et de paille (torchis) que l'on posait sur le squelette de bois. On exposait par la suite la glaise au soleil afin de la faire sécher (on attendait environ une semaine) puis on allumait un feu qui la séchait en profondeur et brûlait le squelette de bois. La porte du four était faite de bois avec une tôle réfractaire.

### Aujourd'hui
Les descendants des premiers colons, plus fortunés, construisent des fours à pain avec une base de béton en ciment ou de pierres et une sole en ciment recouverte de briques réfractaires. Les amateurs du four à pain traditionnel vont continuer à utiliser la glaise pour la confection de la chapelle pour ses propriétés thermiques : apparemment le pain est de meilleur goût avec le four en glaise. La porte est fabriquée en fonderie avec de la fonte.
En plus d'avoir une voûte en glaise (argile) le four québécois se caractérise par l'absence d'une cheminée évacuant la fumée, en effet cette dernière sort par l'entrée du four (gueule). Cette manière de procéder est plus économique évitant les pertes thermiques d'une cheminée conventionnelle après la chauffe, par contre le four prend plus de temps à se réchauffer qu'avec une cheminée. L'épaisseur de la glaise garantit un bon rendement calorique du four, elle est distribuée de la manière suivante :  une sole de 30 centimètres et une voûte de 15 centimètres d'épaisseur. Il existe aujourd'hui des petits fours à pain en briques que l'on peut installer au fond du jardin.

### Constituant de la glaise
La glaise (argile) est un résidu sédimentaire résultant de l'abrasion exercée par la glace sur la roche des vieilles montagnes laurentiennes et appalachiennes. On trouve à profusion l'argile dans nos alluvions de ruisseaux et rivières mais aussi dans le sous-sol à une profondeur moyenne de cinq mètres ce qui a pour conséquence de créer des bassins d'eau à cause de l'imperméabilité de l'argile. L'argile est constituée de silicates en particulier de phyllosilicates dont la structure atomique donne cette plasticité au matériau. L'argile a tendance à se fissurer en s'asséchant ce qui est aussi une autre particularité des fours fabriqués avec cette matière. Cependant il existe une technique de séchage évitant les craquelures. Elle doit se faire progressivement avec un feu de basse intensité. Afin d'éviter les fissures profondes, on utilise un tissu humide étendu sur la partie extérieure de la coquille qui permet un séchage de la glaise en douceur évitant le fendillement.

### Four à bois
Le four à bois ne sert pas qu'à la cuisson du pain, il est utilisé aussi pour la cuisson de plats cuisinés comme les viandes rôties, les gâteaux et biscuits, les fèves au lard, etc. Les anciens l'utilisaient même pour stériliser les plumes de volatiles de la basse-cour afin de fabriquer des oreillers et autres accessoires. Le séchage de champignons et de plantes diverses se faisait aussi par son intermédiaire.

### Chaudron de glaise
La cendre de bois était employée pour la fabrication de savon nommé savon de pays. Les chaudrons de fonte utilisés pour la fabrication de ce savon avaient eu comme prédécesseurs les chaudrons de glaise. Au lieu de créer un endosquelette supportant la glaise comme c'est le cas des fours à bois, on fabrique un exosquelette avec de petits aulnages. Le résultat est une forme creuse à la manière d’un chaudron. Cependant compte tenu de la fragilité de la glaise et de sa pesanteur, nos ancêtres utilisèrent comme appui, le sol. Ils creusèrent un trou de forme ovale dans la terre puis réalisèrent une forme grossière avec des tiges de bois servant à retenir la glaise et chauffèrent l’intérieur du chaudron afin de sécher la glaise. Par la suite, ils  creusèrent en dessous du four un petit couloir permettant d’insérer le bois de combustion afin de chauffer le chaudron.